# Алексий Раул
Алексий Раул (на гръцки: Αλέξιος Ραούλ; починал около 1258 г.) е византийски аристократ и генерал на Никейската империя, достигнал до ранг на протовестиарий при управлението на император Йоан III Дука Ватаци (1221 – 1254).

## Биография
Алексий Раул е издънка на богато аристократично семейство с големи поземлени владения около Смирна и вероятно е син на севаста Константин Раул, който изиграл роля в преврата на Алексий III Ангел през 1195 г. Става зет на император Йоан III Ватаци, след като се жени за негова племенница., от която имал четирима сина, трима от които са известни по име – Йоан, Мануил и Исак, – и една дъщеря..
При Йоан III Ватаци Алексий е издигнат в ранг протовестиарий и получава командването на никейските войски в Македония. През 1242 г. той придружава императора в кампанията му срещу владетеля на Солун Йоан Комнин Дука.. Споменава се отново през 1252 г., по време на войните на Ватаци срещу епирския деспот Михаил II Комнин Дука. След сключването на мирния договор Алексий остава в Европа заедно с бъдещия император Михаил Палеолог във Воден, охранявайки подстъпите към Солун.
Като член на традиционната аристокрация, Алексий и семейството му са репресирани при Теодор II Ласкарис (1254 – 1258)., който се стреми да намали властта и влиянието на благородниците и предпочита да издига хора от нисък произход на най-високите държавни длъжности. През 1255 г. императорът лишава Алексий от титлата му и я присъжда на протежето си от нисък произход Георги Музалон. Освен това Теодор II омъжил една от дъщерите на Раул за брата на Георги Андроник Музалон – акт, който се считал за обиден заради произхода на младоженеца. Освен това Теодор II арестувал и хвърли в тъмница синовете на Алексий.
Поради това след смъртта на Теодор II през 1258 г. семейството на Алексий активно подкрепя убийството на братята Музалони и последвалата узурпация на властта от Михаил VIII Палеолог.

## Цитирана литература
- Macrides, Ruth (2007). George Akropolites: The History – Introduction, Translation and Commentary. Oxford: Oxford University Press, ISBN 978-0-19-921067-1, https://books.google.com/books?id=v_0LdWboHXwC
- ((en)) Kazhdan, Alexander (ed) (1991). The Oxford Dictionary of Byzantium. Oxford and New York: Oxford University Press, ISBN 0-19-504652-8, COBISS.BG-ID: 1107246820, https://archive.org/details/odb_20210521/mode/2up
- Vougiouklaki, Penelope. Alexios Raoul. – Encyclopedia of the Hellenic World,. Athens: Foundation of the Hellenic World, http://www.ehw.gr/l.aspx?id=7174

|  | Тази страница частично или изцяло представлява превод на страницата Alexios Raoul в Уикипедия на английски. Оригиналният текст, както и този превод, са защитени от Лиценза „Криейтив Комънс – Признание – Споделяне на споделеното“, а за съдържание, създадено преди юни 2009 година – от Лиценза за свободна документация на ГНУ. Прегледайте историята на редакциите на оригиналната страница, както и на преводната страница, за да видите списъка на съавторите. ВАЖНО: Този шаблон се отнася единствено до авторските права върху съдържанието на статията. Добавянето му не отменя изискването да се посочват конкретни източници на твърденията, които да бъдат благонадеждни. |